# Slag bij Pancorbo (1808)
De Slag bij Pancorbo was de eerste veldslag tijdens de invasie van Napoleon Bonaparte in Spanje tijdens de Spaanse Onafhankelijkheidsoorlog. De slag vond plaats op 31 oktober 1808. Het Spaanse leger werd geleid door Joaquín Blake en het Franse leger stond onder leiding van François Joseph Lefebvre.

## Verloop
Toen Napoleon in 1808 verse troepen naar Spanje stuurde om de opstand de kop in te drukken, kreeg maarschalk Lefebvre de opdracht om het Galicische Leger van Joaquín Blake uit te schakelen. Nadat Blake het vijandelijke leger in het oog kreeg gaf hij direct bevel om zijn leger terug te trekken.  Bij de slag vocht ook de Hollandse Brigade aan Franse zijde mee en zij slaagden erin tijdens de slag om twee belangrijke hoogtes te veroveren en hadden daarmee een belangrijke bijdrage aan de Franse overwinning. Bij de Nederlanders waren maar acht soldaten gestorven. Onder begeleiding van kanonnenvuur wisten de Spaanse infanteristen zich terug te trekken. Blake wist zodoende te ontkomen en zou later de achtervolging inzetten, wat leidde tot de Slag bij Valmaseda.